# Slack
Slack, en förkortning av Searchable Log of All Conversation and Knowledge, är molnbaserade verktyg och tjänster för grupparbeten.

## Funktioner

### Lag
Gemenskaper, grupper eller lag kan ansluta sig till en specifik webbadress eller inbjudan som en administratör eller ägare till ett lag skickar ut. Fastän Slack var avsett som ett kommunikationsmedel för organisationer har det långsamt omvandlats till en gemenskapsplattform, en funktionalitet som användare tidigare hade använt forum eller sociala medier som grupper på Facebook eller Linkedin. Många av dessa gemenskaper kategoriseras efter ämnen som en grupp kan vara intresserade att diskutera om.

### Meddelande
Offentliga kanaler låter lagmedlemmar kommunicera utan att använda e-post eller grupp-SMS. De är öppna för alla i chatten förutsett att de först har blivit inbjudna dit. Privata kanaler gör det möjligt att ha privata konversationer mellan mindre grupper. Dessa kan användas för att dela upp större lag i deras egna respektive projekt. Direkta meddelanden låter användare skicka privata meddelanden till en specifik användare istället för en grupp.

### Integrationer
Slack integreras med ett större antal tredjepartstjänster och har stöd för gemenskapsbyggda integrationer. De största integrationerna inkluderar tjänster som Google Drive, Trello, Dropbox, Box, Heroku, IBM Bluemix, Crashlytics, Github, Runscope, Zendesk, och Zapier. December 2018 meddelade Slack att deras appkatalog innehåller över 150 integrationer som användare kan installera.

## Statistik
Enligt en svensk undersökning genomförd 2021 hade fyra procent av de svenska internetanvändarna använt Slack under det senaste året och en procent av dem använde det varje dag.

### Fotnoter
1. 1 2  Kumparak, Greg (February 5, 2015). ”Slack’s Co-Founders Take Home The Crunchie For Founder Of The Year”. TechCrunch. https://techcrunch.com/2015/02/05/slacks-co-founders-take-home-the-crunchie-for-founder-of-the-year/.
2. ↑  ”Desktop Application Engineer”. slack.com. https://slack.com/jobs/69902/desktop-application-engineer. Arkiverad 13 september 2015 hämtat från the Wayback Machine. ”Arkiverade kopian”. Arkiverad från originalet den 13 september 2015. https://web.archive.org/web/20150913032127/https://slack.com/jobs/69902/desktop-application-engineer. Läst 11 september 2018.
3. ↑  Kim, Eugene (28 september 2016). ”Arkiverade kopian”. UK Business Insider. Arkiverad från originalet den juli 8, 2018. https://web.archive.org/web/20180708133857/http://uk.businessinsider.com/where-did-slack-get-its-name-2016-9?_ga=1.138509299.1175501442.1475074973%3Fr%3DUS&IR=T. Läst 15 december 2021.
4. ↑  ”Why Slack is Exploding (as a Community-Building Platform)”. Why Slack is Exploding (as a Community-Building Platform). hootsuite.com. 2015-07-08. http://blog.hootsuite.com/why-community-builders-are-choosing-slack/. Läst 5 januari 2016.
5. ↑  Slack. ”Slack: Be less busy”. Slack. https://slack.com/is.
6. ↑  Dowinton, Richard. ”Bye Bye HipChat, Hello Slack!”. Bye Bye HipChat, Hello Slack!. Arkiverad från originalet den 2015-04-19. https://web.archive.org/web/20150419082604/http://blog.scrapinghub.com/2015/03/16/bye-bye-hipchat-hello-slack/. Läst 18 april 2015.
7. ↑  Gannes, Liz, Flickr Co-Founder Stewart Butterfield Turns to Workplace Communication Tools With Slack, http://allthingsd.com/20130814/flickr-co-founder-stewart-butterfield-turns-to-workplace-communication-tools-with-slack/, läst 26 november 2013
8. ↑  Augustine, Ann, Slack Sets New Standard for Team Communication Online, http://collaboration.about.com/od/groupcommunication/fl/Slack-Sets-New-Standard-for-Team-Communication-Online.htm, läst 27 november 2013 Arkiverad 3 december 2013 hämtat från the Wayback Machine.
9. ↑  Zapier. ”Zapier | The easiest way to automate your work”. Zapier. https://zapier.com/apps/integrations.
10. ↑  ”Slack launches an app store and an $80 million fund to invest in new integrations”. The Verge. https://www.theverge.com/2015/12/15/10235114/slack-app-directory-80-million-fund.
11. ↑  ”Digitala kommunikationstjänster”. Svenskarna och internet 2021. Internetstiftelsen. https://svenskarnaochinternet.se/rapporter/svenskarna-och-internet-2021/digitala-kommunikationstjanster/. Läst 25 mars 2022.